# Цитостатик
Цитостатици, антитуморски лекови, антинеопластици, цитотоксични лекови, су хемијске супстанце-лекови који се користе у хемотерапији и хемопревенцији раста и развоја злоћудних ћелија и ткива (туморорских ћелија и ткива). Ове супстанце по свом пореклу могу бити природне, синтетичке или полусинтетичке

## Историја
Коришћење разних лекова на бази минералних и биљних састојака датира још из праисторије. Пол Ерлих (1854—1915) је описао први алкилирајућу супстанцу 1898. и према неким историчарима медицине, он се сматра оцем хемотерапије, након откриће Салверсана, и његове примене у лечењу сифилиса 1910. Тада почињу и прва размишља о могућем реазвоју и других лекова, који би могли бити примењени за лечење систематским заразним болести и тумора.
Међутим прва медицинска употребе хемијских супстанци (лекова) за лечење рака, почиње у раном 20. веку. Први „могући“ лек за лечење тумора, који је откривен 1919. био је сумпорни иперит, (који првобитно није био намењен за ту сврху). Иперит је коришћен као средство у хемијском ратовању у Првом светском рату. Током војних операција у Првом светском рату, код групе људи, који су случајно били изложени ипериту, касније је утврђен веома низак број леукоцита (белих крвна зрнца). Ова појава врло брзо налази примену медицини, уз образложење да супстанца која ремети брз раст белих крвних зрнаца, може имати сличан утицај и на ћелије рака.
У 1940. неколико пацијената са узнапредовалим лимфомом (тумором појединих белих крвних зрнаца-леукоцита) су добили лек интравенски а на удисањем азотног иперита. Њихово побољшање, здравственог стања, иако привремено (трајало је само неколико недеља), било је значајно за даљу примену ове врсте терапије. Ово искуство је довело до нових истраживања у циљу откривања и друге супстанци које могу имати сличне учинке против ћелија тумора.
Фармацеутска кућа Ели Лили у свом производу, алкалоиду изолованом из цвета са Мадагаскара, (лат. Catharanthus roseus), (првобитно откривеном и примењиваном у лечењу шећерне болести), открива да он блокира размножавање ћелија тумора. Антитумоурски ефекат овог алкалоида (нпр. винкристина) касније је показао своју способност инхибирањем микротубуларне полимеризацији, и због тога и поделе ћелија.
Током 1956, лечење дисеминованих тумора почиње применом литијума у терапији. Ова открића најављују модерно доба хемотерапије. Применом комбиноване хемотерапије, цитостатицима са различите механизмом деловања и токсичности довело је до успеха у лечењу леукемије и Ходгкинове болести у периоду од 1960. до 1970, а нешто касније и у лечењу тумора тестиса, рака дојке и других чврстих тумора. У овом периоду примена цитостатика углавном је била фокусирана на лечење лимфома и леукемије. У то време око половина средства националних удружења за малигне болести трошена су у истраживање нових цитостатика.
Хетерогеност туморских ћелија, идентификована је као главна препрека за успешност и ефикасност хемотерапије, а комбинација лекова је делимично савладала ову препреку. Комбиновани третман применом оперативног захвата, цитостатика и радиотерапије показало се корисно у адјувантном лечењу болесница са раком дојке. Употреба мешовитог лечења и употребе мултидисциплинарног приступа, лекара различитих специјалности, резултовао је великим напретком у онкологији, укључујући и прихватање медицинске онкологије, као признате субспецијалности од Америчког Одбора за интерну медицину 1973.

## Механизам дејства
Ћелије рака расту неконтролисано и понекад се могу одвојити од примарног места раста и тада се шире и у друге делове тела (метастазирају). Лекови против рака „ометају“ способност ћелија рака да се деле, расту и шире се по организму. Сам механизам „ометања“ умногоме зависи од начина примене цитостатика. Некад се то дејство постиже локалном применом цитостатика (нпр. на кожи и слузокожи), али се најчешће у хемотерапији користи дејство цитостатика на читаво тело (системско дејство) цитостатика. 
Механизам дејства цитостатика најчешће се огледа у;
- ремећењу синтезе и функције макромолекула (Дезоксирибонуклеинске киселине (ДНК) , Рибонуклеинске киселине (РНК) и беланчевина) или
- ремећењу функција ћелијских органела (углавном митотског апарата), који омогућава деобу ћелија (митозу).

Као последица ових дејстава долази до изумирања злоћудних ћелија (ћелија тумора). Наравно рак није само ненормална деоба ћелија, па се и заустављање њихове деобе, не може прихватити као једини механизам дејстава цитостатика, (мада је он примаран). Много је сложених механизама који су укључени у овај процес (који је велика непознаница). Зато се данас у свету улажу огромни напори и средства у изучавање ових механизама.

## Врсте цитостатика[13]

### Алкилирајућа средства
Алкилирајући лекови у хемијској структури имају једну или две алкилне групе које реагују са биолошки важним деловима ћелије. Средства са две алкилне групе много су активнији од оних са једном. Главни учинак ових лекова је у онемогућавању транскрипција и репликација ДНК, ометање метаболизма беланчевина и активности ензима, што њихово дејство поистовећује са дејством јонизујућег зрачења.
Сва алкилирајућа средства супримирају функцију коштане сржи и узрокују гастроинтестиналне поремећаје (мучнину и повраћање). Дужом употребом, (посебно код мушкараца), доводе до стерилитета и повећаваног ризика од акутне нелимфоцитне леукемије и других малигнитета. У групу бифункционалних алкилирајућих средстава спадају;
Азотни иперит (циклофосфамид, ифосфамид, меклоретамин, мелфалан, клорамбуцил). Циклофосфамид је вероватно најчешће коришћени алкилирајуће средство. Неактиван је док се не метаболише у јетри деловањем П 450 оксидаза. Делује снажно на лимфоците и може се користити и као имуносупресивини лек.
Најчешћа нежељена дејства ове групе алкилирајућих лекова је мучнина и повраћање, мијелосупресија и хеморагични циститис
Етиленимини и метилмеламини (тиотепа).
Алкилсулфонати (бусулфан). Бусулфан показује селективно дејство на коштану срж, смањује стварање гранулоцита и тромбоцита у мањим дозама, а еритроцита у већим дозама. Слабо делује на лимфоидни ткива и гастроинтестинални тракт. Употребљава се у лечењу хроничне гранулоцитне леукемије.
Деривати нитрозоуреје (кармустин, ломустин, семустин, стрептозоцин). Лекови из ове групе, који, због своје липосолубилности (растворљивости у мастима), могу пролазити крвно-мождану баријеру и зато се користе у терапији тумора мозга и можданих овојница. Међутим, већина деривата нитрозуреје има изразито кумулативно мијелосупресивно дејство које настаје 3-6 недеља након почетка лечења.
Триазени (дакарбазин). Дакарбазин, лек прекурзор, активира се у јетри, при чему настаје једињење са алкилирајућим својствима. Нежељена дејства укључују мијелотоксичност и изразиту мучнину и повраћање.
Лекови са механизмом деловања сличним алкилирајућим агенсима (комплекси платине - цисплатин, карбоплатин те прокарбазин). Цисплатин је хидросолубилни (у води растворљив) комплекс који садржи у центру атом платине окружен са два атома хлора и две амонијум групе. Дејство му је слично деловању алкилирајућих агенаса.
Ови лекови могу озбиљно да оштети функцију бубрега ако се не обезбеди одговарајућа надокнада течности и измокравање (диуреза). Мало је мијелотоксичан, често узрокује тешку мучнину и повраћање, зујање у ушима и губитак слуха, као и периферну неуропатија, хиперурикемију и анафилактичке реакције.
Карбоплатин је дериват цисплатина, мање је нефротоксичан, неуротоксичан и ототоксичан и прате га мања учесталост мучнине и повраћања, али је више мијелотоксичан.

### Антиметаболити
Антиметаболити су синтетски лекови који због своје хемијске сличности са физиолошким материјама блокирају стварање ДНК и на тај начин спречавају раст туморских ћелија и узрокују њихово неповратно оштећење. Туморске ћелије су осетљивије на деловање ових лекова због доказаних метаболичких разлика између нормалних и злоћудних ћелија. Антиметаболити су следећи лекови;
Аналози фолне киселине (метотрексат)
Аналози пиримидина (5-флуороурацил, 5-флуородеоксиуридин, цитарабин)
Аналози пурина (меркаптопурин, тиогванин, пентостатин, кладрибин)
Сви ови лекови делују специфично у С фази ћелијског циклуса. Примењују се у лечењу акутне лимфобластичне, мијелоидне и лимфатичне леукемије, код Ходгкиновог лимфома, карцинома дојке, тестиса или бронха.

### Противтуморски антибиотици
Ови лекови су инхибитори ћелијског раста. У ову групу припадају;
- антрациклини (доксорубицин, даунорубицин).
- актиномицин
- блеомицин
- митомицин
- пликамицин

### Средства биљног порекла
Биљни алкалоиди;
У средства биљног порекла за лечење злоћудних тумора спадају биљни алкалоиди (винбластин, винкристин, винорелбин, паклитаксел). Ови се лекови вежу за деобно вретено и заустављају деобу ћелија у метафази, митозамитозе и проузрокују њену смрт. Зато се се у литератури ови лекови још називају и метафазни отрови или отрови деобеног вретена. Они такође инхибишу све остале функције ћелије везане за микротубуле, као што је фагоцитоза леукоцита, хемотакса и спровођење нервних импулса.
Винка алкалоиди
Најважнији винка алкалоиди су винкристин, винбластин и виндезин. Новији винка алкалоид је винорелбин. Њихово деловање је могуће искључиво у току митозе туморске ћелије. Они такође инхибишу све остале функције ћелије везане за микротубуле, као што је фагоцитоза леукоцита, хемотакса и спровођење нервних импулса.
Винка алкалоиди су релативно нетоксични. Винкристин је благо мијелотоксичан, али често узрокује парестезије и слабост мишића. Винбластин је мање неуротоксичан, али узрокује леукопенију, док је виндезин средње мијелотоксичан и неуротоксичан.
Таксани
Таксани палитаксел и доцетаксел делују на микротубуле, тако што их стабилизују у полимерозованом стању. Оба лека су корисна у лечењу карцинома дојке. Паклитаксел је у комбинацији са карбоплатином терапија избора за карцином дојке.
Подофилотоксини;
Подофилотоксини су полусинтетски лекови изоловани из из корена биљке мандрагоре (лат. Padophylum pellatum). У ову групу лекова припадају етопозид и тенипозид. Они оштећују ДНК изазивајући њено уздужно цепање.

### Остали лекови
Други лекови који се користе у лечењу малигних тумора (али не и само тумора);

#### Хормонски лекови
Тумори настали из хормонски осетљивих ткива могу бити зависни од утицаја хормона. Лековима који инхибирају синтезу одговарајућег хормона могу утицати и на инхибиторно на поједина ткива која зависе од тих хормона, што се користи у лечењу тумора пореклом из тих ткива.
Гликокортикоиди
Они дејствују на пролиферацију лимфоцита и користе се у лечењу леукемије и лимфома, али се користе и као „терапија подршке“ у стањима са повишеним интракранијални притиском.
Естрогени
Естрогени (фосфестрол), блокирају учинак андрогена у андроген-зависним туморима простате, мада се мало користе. Естрогени се могу користити да „привуку“ ћелије карцинома дојке које мирују у пролиферишући пул како би биле доступне деловању цитотоксичних лекова.
Прогестагени
Прогестагена, (мегестрол и медроксипрогестерон), примењују се у терапији тумора ендометријума и бубрега.
Аналози ослобађајућег хормона за гонадотропин
Аналози ослобађајућег хормона за гонадотропин,(госерелин), у одређеним условима, инхибира ослобађање гонадотропина. Овај лек се користи у терапији карцинома дојке жена пре менопаузе и карцинома простате.
Антагонисти хормона
Антагонисти хормона могу бити ефикасни против многих хормон-зависних тумора.
Антиестроген (тамоксифен) ефикасан у одређеном броју хормон-зависних тумора дојке и може бити користан иу превенцији ове болести. У ткиву дојке, тамоксифен спречава деловање естрогена на специфичне рецепторе и инхибира транскрипцију естроген-зависних гена. Тамоксифен такође показује кардиопротективно деловање, делом због тога што штити липопротеине мале густине од оксидативног стртеса.
Антиандрогени, (флутамид, бикалутамид и циспротерон), користе се у лечењу карцинома простате. 
Повећана секреција тестостерона која се виђа код пацијената са карциномом простате, може се спречити антиандрогени као што је ципротерон.
Инхибитори ензима
Они блокирају одређење ензиме који су важни у биосинтези естрогена у људском организму. Инхибитори синтезе хормона надбубрега ефикасни су у терапији карцинома дојке код жена у постменопаузи. Од ових лекова користе се форместан, који делује у каснијој фази синтезе хормона инхибицијом ензима ароматазе који метаболише андрогене у естрогене и трилостан и аминоглутетимид који инхибирају рану фазу синтезе хормона. Код примене ова два лека неопходна је супституциона примена кортикостероида. Летрозол, анастрозол и ексеместан јесу инхибитори ензима ароматазе. Наиме, кључни корак у синтези естрогена је претварање хинонског А прстена на стероид у ароматски прстен (фенол). Тек тада настаје естрогенске стероидне структура. Ту улогу обавља ензим ароматазе. Уколико је она блокирана поменутим лековима тада недостаје тај кључни део у синтези естрогена па концентрација естрогена у организму битно опада.

## Начини примене
Лекови (цитостатици) који се користе у хемотерапији могу се применити; 
- Интрамускуларно — апликацијом у мишић.
- Интраплеурално — апликацијом у шупљину између два листа плућне марамице
- Локално — директним наношењем на туморски процес
- Интравенски — убризгавањем у вену, што представља и најчешћи начин примене цитостатика.
- Перорално — уносом преко дигестивног тракта
- Интракавитално — убризгавањем у телесне шупљине
- Интраперитонеално — уносом у перитонеалну шупљину
- Интраперикардијално — убризгавањем преко зида грудног коша у перикардијалну шупљину (срчану кесу)
- Интратекално — убризгавањем у спинални канал кичмене мождине

## Фазе лечења
Тренутни режими хемотерапије примењују лекове у циклусима, чија је учесталост и трајање терапије ограничена токсичним последицама (нежељеним дејствима) хемотерапеутског лека по пацијента.
Примена хемотерапије подразумева читав низ мера, поступака и интервенција медицинског и немедицинског особља (чланова породице итд.) које се морају спровести по тачно утврђеном редоследу;
- Едукација и здравствено васпитни рад се болесником и особама које брину о болеснику.
- Припрема болесника и породице за примену цитостатика, која обухвата и непосредну психичку и физичку припрему болесника и породице.
- Упознавање медицинског особља са врстом, особинама, токсичним дејствима и начином примене цитостатика.
- Припрема простор и осталог потребног материјал за непосредну примену лека.
- Непосредна примена цитостатика и праћење болесника током хемотерапије.
- Збрињавање болесника, након евентуалних нежељених последица у току хемотерапије.
- Правилно уклањање преосталих цитостатика и другог материјала (медицинског отпада) после хемитерапије.

## Отпорност на цитостатике
Осим нежељених дејстава хемотерапије, развој резистенције на цитостатике је такође ограничавајући фактор за примену ових лекова. Отпорност најчешће настаје због генске структуре туморске ћелије и настанка различитих механизама резистенције. Да би се савладала и спречила појава резистенције тумора на цитостатике, у онкологији се широко примењују бројни протоколи у којима се примењују неки од следећих принципа;
- примена комбинација, већег броја антитуморских лекова који су појединачно доказали дејство против одређеног типа тумора,
- примена цитостатика који имају различит механизам деловања,
- примена цитостатици који имају различит спектар токсичности,
- примена најкраћих циклуса лечења (што омогућава опоравак здравим ткивима организма)